# Галеев, Ильдар Ибрагимович
Ильда́р Ибраги́мович Гале́ев (род. 22 апреля 1966, Ташкент) — российский галерист, куратор выставок, искусствовед, арт-критик, издатель и коллекционер живописи. Эксперт по русскому искусству первой половины XX века («Ленинградская школа», творчество Николая Фешина, «Казанский авангард» 1910—1920-х годов и Среднеазиатское искусство 1920—1950-х годов), автор-составитель более 40 изданий по творчеству художников и фотографов.

## Биография
Родился 22 апреля 1966 года в городе Ташкенте ( Узбекская ССР).
В 1990 году окончил Казанский государственный университет имени В. И. Ульянова-Ленина по специальности «Правоведение».
В 2002—2005 годах был директором галереи «Арт-Диваж» в здании Политехнического музея в Москве.
В 2006 году создал и возглавил «Галеев Галерею» (Москва).
Как галерист, куратор, искусствовед и арт-критик специализируется на русском искусстве 1920—1940-х годов.
Организовал и провёл более тридцати выставочных проектов, тематически связанных с русским искусством периода между двумя мировыми войнами.

## Награды и премии
- 2005 — Серебряная медаль PAX за монографию о Н. Ф. Лапшине[4].

## Членство в организациях
- Ассоциация искусствоведов[3]
- Международная конфедерация антикваров и арт-дилеров (ICAAD)[3]

## Издания
- Пара-графика. Личные собрания акварели и рисунка коллекционеров г. Казани. В 2 частях. М. Art-Divage Gallery; Скорпион. 2003. ISBN 5-86408-116-7
- Эфрос Герасим Григорьевич (1902–1979). М. Скорпион. 2004. ISBN 5-86408-113-2
- Тырса Николай Андреевич (1887–1942). М. Art-Divage Gallery; Скорпион. 2004. ISBN 5-86408-108-6
- Неизвестный довоенный Ленинград. Живопись и графика ленинградских художников довоенного периода. М. Art-Divage Gallery; Скорпион. 2004. ISBN 5-86408-108-X
- Николай Фешин (1881–1955). Живопись, рисунок. М. Скорпион. 2004. ISBN 5-86408-110-8
- Лапшин Николай Федорович (1891–1942). М. Art-Divage Gallery; Скорпион. 2005. ISBN 5-86408-115-9
- Архумас. Казанский авангард 20-х. М. Art-Divage Gallery; Скорпион. 2005. ISBN 5-86408-120-5
- Бехтеев Владимир Георгиевич (1878–1971). Работы на бумаге 1900-1960-х гг. М. Art-Divage Gallery; Скорпион. 2005. ISBN 5-86408-122-1
- Лидия Тимошенко (1903–1976). М. Art-Divage Gallery; Скорпион. 2005. ISBN 5-86408-119-1
- Пелагея Шурига (1900–1980). Графика 1917-1922. М. Art-Divage Gallery; Скорпион. 2005. ISBN 5-86-408-121-3
- Лев Лапин (1898–1962). М. Скорпион. 2006. ISBN 5-86408-130-2
- Макс Пенсон. Фотоархив Дины Ходжаевой. М. Скорпион. 2006. ISBN 5-86408-133-7
- Кудряшев Владимир Владимирович (1902–1944). Рисунок, живопись, скульптура. М. Галеев Галерея, Скорпион. 2006. ISBN 5-86-408-131-0
- Алексей Александрович Успенский (1892–1941). Живопись, рисунок, дизайн. М. Галеев галерея; Скорпион. 2007. ISBN 5-86408-137-X
- Герта Неменова (1905–1986). Автолитографии 1930-70-х гг. М. Галеев-Галерея; Скорпион. 2007. ISBN 5-86408-135-3
- Тырса: новые материалы. М. Галеев-галерея; Скорпион. 2007. ISBN 5-86408-1452-6
- Смирнов Борис Александрович (1903–1986). Фотография 1930 –1940-е. М. Скорпион; Галеев-галерея. 2007. ISBN 5-86408-138-8
- Дина Ходжаева. Фотографии без дублей. М. Скорпион. 2007. ISBN 5-86-408-139-6
- Владимир Гринберг. 1896—1942. Художник Ленинграда. М. Скорпион. 2008. ISBN 5-86408-143-4
- Александр Исаакович Русаков (1898–1952). Работы на бумаге. Собрание семьи художника. М. Скорпион. 2008. ISBN 5-86-408-149-3
- Левина-Розенгольц Ева Павловна (1898–1975). Полный каталог произведений. М. Галеев-Галерея; Скорпион. 2008. ISBN 5-86408-150-7
- Чингисхан. Творческое объединение живописцев (Уфа). М. Галеев-Галерея; Скорпион. 2008. ISBN 5-86408-151-5
- Ленинградская станковая литография. Довоенный период (до 1941 г.)  М. Галеев-Галерея; Скорпион. 2009. ISBN 5-86408-158-2
- Вера Ермолаева (1893–1937). М. Галеев-Галерея; Скорпион. 2009. ISBN 5-86408-152-3
- Апокалипсис. Проза, стихи, живопись, рисунки Николая Ионина. М. Галеев-Галерея; Скорпион 2009. ISBN 5-86408-157-4
- Смирнов Борис Александрович (1903–1986). Архитектор, дизайнер, график: довоенный период. М. Галеев-Галерея; Скорпион. 2010. ISBN 978-5-864-8-171-6
- Чингиз Ахмаров (1912–1995). М. Галеев-Галерея; Скорпион. 2010. ISBN 978-5-86408-161-7
- Борис Сурис. Фронтовой дневник. М. Галеев-Галерея. 2010. ISBN 978-5-227-02048-2
- Клуб коллекционеров изобразительного искусства Москвы. Премьера коллекции 2010. М. Скорпион; Клуб коллекционеров изобразительного искусства Москвы. ISBN 978-5-86-408-171-0
- Клуб коллекционеров изобразительного искусства Москвы. Премьера коллекции 2011. М. Скорпион; Клуб коллекционеров изобразительного искусства Москвы. ISBN 978-5-905368-03-5
- Дмитрий Исидорович Митрохин (1883–1973). Рисунок, акварель, гравюра. М. Галеев-Галерея; Клуб коллекционеров изобразительного искусства Москвы. 2011. ISBN 978-5-88149-518-3
- Венок Савицкому. Живопись, рисунок, фотографии, документы. М. Галеев-Галерея; Клуб коллекционеров изобразительного искусства Москвы. 2011. ISBN 978-5-905368-01-1
- Max Penson: photographer of the Uzbek avant-garde 1920s – 1940s. Stuttgart. Arnoldsche art publ. 2011.  ISBN 978-3-89790-025-7
- Юрий Великанов (1904–1934). Живопись, рисунок, гравюра. М. Галеев-Галерея. 2011. ISBN 978-9-88149-499-5
- Василий Николаевич Масютин (1884–1955). Гравюра, рисунок. М. Галеев-Галерея. 2012. ISBN 978-5-88149-558-9
- Павел Александрович Шиллинговский (1881–1942). Живопись, рисунок, гравюра. М. Галеев-Галерея. 2012. ISBN 978-5-88149-625-8
- Фальк Роберт Рафаилович (1886–1958) Работы на бумаге. М. Галеев-Галерея. 2012. ISBN 978-5-88149-589-3
- Петр Иванович Соколов (1892–1937). Материалы к биографии, живопись, графика, сценография. М. Галеев-Галерея. 2013. ISBN 978-5-905368-05-9
- Порет Алиса Ивановна (1902–1984). Живопись, графика, фотоархив, воспоминания. М. Галеев-Галерея. 2013. ISBN 978-5-905368-05-9
- Павел Михайлович Кондратьев (1902–1985). Живопись, книжная и станковая графика. М. Галеев-Галерея. 2014. ISBN 978-5-905368-06-6
- Кузьма Петров-Водкин и его школа. Живопись, графика, сценография, книжный дизайн; в 2 т. М. Галеев-Галерея, 2015
- Homage to Savitsky: collecting 20th-century Russian and Uzbek art. Stuttgart. Arnoldsche art. 2015. ISBN 978-3-89790-430-9
- Константин Иванович Рудаков (1891–1949). Графика, живопись. М. Галеев-Галерея. 2015. ISBN 978-5-905368-08-0
- Алексей Авдеевич Аникеенок (1925–1984). Живопись. М. Галеев-Галерея. 2015. ISBN 978-5-905368-10-3
- Анна Крыжановская. Жизнь и творчество ленинградского скульптора. М. Галеев-Галерея. 2016. ISBN 978-5-905368-14-1
- Вильковиская Вера Эммануиловна (1890–1944) Живопись, рисунок, гравюра. М. Галеев-Галерея. 2017. ISBN 978-5-905368-18-9
- Всеволод Петров. Из литературного наследия. М. Галеев-Галерея. 2017. ISBN 978-5-905368-20-2
- Всеволод Петров и колесо ленинградской культуры. М. Галеев-Галерея. 2018. ISBN 978-5-905368-23-3
- Петр Корнилов и его коллекция. М. Галеев-Галерея. 2020.  ISBN 978-5-905368-26-4

## Участие в конференциях
- 2007 — Международная конференция «Русские коллекции: от Петра до Костаки» (Неаполь, Университет «Ориенталия»). Доклад «Русские коллекционеры и современный арт-рынок»[3].
- 2008 — Зильберштейновские чтения (Москва, МЛК). Доклад «Творчество Николая Лапшина (1891—1942)»[3].
- 2010 — Международная конференция «Private Banking & Wealth Management: перспективы, стратегии, практика» (Москва, «Хилтон»). Доклад «Инвестиции в искусство: проблемы и перспективы»[3].

## Пресса и интервью
- Галеев Ильдар. «Внуковский архив»: Не пьет, не курит, не танцует… // Сеанс. — 2018. — 28 сентября.
- Галеев Ильдар. TEFAF в Нью-Йорке больше чем TEFAF // The Art Newspaper Russia. — 2019. — 6 мая.

Интервью
- Ильдар Галеев. Это удивительное приключение! Cultobzor (2 февраля 2015). Дата обращения: 5 февраля 2020.
- Плунгян Надя. Ильдар Галеев: «Каждый куратор защищает свою правду». Артгид (8 февраля 2016). Дата обращения: 5 февраля 2020.
- Пуликова Инна. Ильдар Галеев: «Я делаю не книгу к выставке, а выставку к книге». Art and Houses (3 февраля 2017). Дата обращения: 5 февраля 2020.